# Pythonomorpha
Pythonomorpha es un clado que fue propuesto originalmente por el paleontólogo Edward Drinker Cope (1869) como un orden de reptiles compuesto por los mosasaurios, que él consideraba parientes cercanos de Ophidia (serpientes). La etimología del término Pythonomorpha proviene del griego Python (una serpiente monstruosa de la mitología griega) y morphe ("forma"), y se refiere al plan corporal generalmente serpentino de los miembros del grupo. Cope escribió: "En los mosasauroides, casi nos damos cuenta de las ficciones de dragones parecidos a serpientes y serpientes marinas, en las que los hombres siempre han sido propensos a disfrutar. Debido a la sus afinidades ofidianas, he llamado a este orden Pythonomorpha". Cope incorporó dos familias, Clidastidae (ahora desaparecido pero que incluye solamente Clidastes) y Mosasauridae (incluido Macrosaurus [? = Tylosaurus], Mosasaurus y Platecarpus).
Sin embargo, una relación cercana entre mosasaurios y serpientes fue rechazada por la mayoría de los herpetólogos y paleontólogos del siglo XX, quienes buscaban, en cambio, demostrar una relación cercana entre los mosasaurios y los lagartos varánidos y quienes generalmente consideraban que las serpientes habían evolucionado de especies de lagarto fosoriales terrestres. El Pythonomorpha de Cope fue resucitado más tarde por varios paleontólogos que habían realizado análisis cladísticos que parecían mostrar que las serpientes y los mosasaurios pueden haber estado más estrechamente relacionados entre sí que con los lagartos varánidos, y que las serpientes probablemente surgieron de ancestros acuáticos. El Pythonomorpha monofilético consiste en "el ancestro común más reciente de mosasauroides y serpientes, y todos sus descendientes". Esto incluiría a los aigialosaurios, dolicosaurios, coniasaurios, mosasaurios y todas las serpientes con al menos de 38 sinapomorfias que apoyan a Pythonomorpha.
Si Pythonomorpha es válido, contiene no solamente a los mosasauroidos sino Ophidiomorpha, que se definió como un clado basado en nodos que contiene el ancestro común más reciente de dolicosaurios, adriosaurios, Aphanizocnemus y Ophidia fósil y existente y todos sus descendientes.
Sin embargo, la validez de Pythonomorpha todavía se debate; de hecho, no hay consenso sobre las relaciones de serpientes o mosasaurios entre sí, o con el resto de lagartos. Un análisis del 2008 colocó mosasaurios con lagartos varanoides y serpientes con eslizones, mientras que un análisis de 2012 sugirieron que los mosasaurios son más primitivos que las serpientes o los varanoides. Sin embargo, un análisis morfológico y molecular combinado de 2015 recuperó a Mosasauria y Serpentes como hermanas, en consonancia con Pythonomorpha.